# Jamaika-Dollar
Der Jamaika-Dollar (Jamaican dollar) ist die Währung Jamaikas; sie wird von der Bank of Jamaica ausgegeben. 1 Dollar ist in 100 Cents unterteilt.

## Banknoten und Münzen
Banknoten gibt es in den Stückelungen 50, 100, 500, 1000 und 5000 Dollar, Münzen in den Werten 1, 5, 10 und 20 Dollar. Letztere ähnelt stark der 1-Euro-Münze. Anfangs waren auch Münzen von 1, 10 und 25 Cents im Umlauf. Die Cent-Münzen wurden aufgrund ihres geringen Wertes bis 2018 aus dem Verkehr gezogen.
Umgangssprachlich wird der Jamaika-Dollar auch als „Jay“ bezeichnet. Das ist besonders für Touristen hilfreich, da die inoffizielle Zweitwährung des Landes der US-Dollar ist und so Verwechslungen ausgeschlossen werden können.

## Geschichte
Am 30. Januar 1968 beschloss das Repräsentantenhaus, die Währung zu dezimalisieren und das dem Pfund Sterling entsprechende jamaikanische Pfund (Jamaican pound) durch den Jamaika-Dollar zu ersetzen. Ab dem 8. September 1969 wurden die auf den Jamaika-Dollar lautenden Banknoten und Münzen ausgegeben.